# Asherville (Kansas)
Asherville es un lugar designado por el censo ubicado en el condado de Mitchell en el estado estadounidense de Kansas. En el año 2010 tenía una población de 28 habitantes.

## Geografía
Asherville se encuentra ubicado en las coordenadas 39°24′25.03″N 97°58′40.2″O / 39.4069528, -97.977833 (39.406953° -97.977834°).